# Antònia Buades Vallespir
Antònia Buades Vallespir, més coneguda com a Madò Buades (sa Pobla, 11 de gener de 1911 - Palma, 24 de desembre de 2007), fou una cantadora i folklorista mallorquina.
De formació autodidacta, feu de la cançó la seva eina d'expressió més personal. Va passejar el seu estil personal i intransferible conservant a la vegada l'autenticitat de les tonades populars i va entregar la seva vida a aquest art, fet que potencià la investigació i l'estudi de les «tonades de feina», que gairebé eren a punt de ser oblidades.

## Biografia
Va néixer a Sa Pobla al si d'una família de pagesos, jornalers. Rebé educació formal, a casa d'un mestre del poble, que l'ensenyava a llegir i escriure en castellà, i a fer comptes, però també començà a treballar al camp a l'edat de quatre anys. Així és com va anar aprenent les tonades amb què s'acompanyaven les feines del camp, fos segar o batre el blat, collir figues, tomar ametlles o garrofes, sembrar arròs o mongetes, tapar formiguers... Segons testimonià ella mateixa, aprengué a cantar de sa mare, que en sabia; el padrí Toni li ensenyà també moltes cançons.
Als 11 anys va presentar-se a un concurs al Teatre Balear de Palma, en el qual fou guardonada amb el primer premi. Durant la dècada dels 50 va guanyar un concurs de cançons a Selva i a Sa Pobla. A finals dels 60 va formar el grup musical Ximbombes i Cantadors (juntament amb Bartomeu Gamundí -el seu marit- i Pep Ferrer, ambdós virtuosos de la ximbomba), amb els quals gravà alguns discs i programes de televisió.
Els darrers anys de la seva vida va viure a la Llar d'Ancians del Consell de Palma, on va morir als 96 anys.

## Reconeixements
El 1968 va guanyar el I Concurs Nacional de Folklore de l'Estat espanyol amb la cançó «Perendenga». L’any 1998 l’ajuntament de sa Pobla li concedí l’Escut d’Or. El 2001 fou guardonada amb la Medalla d'Or del Consell de Mallorca i el 2002 rebé el Premi Ramon Llull de les Arts.
L'ajuntament de Sa Pobla, coincidint amb el centenari del seu naixement, li dedicà un carrer. I també ho feu l'ajuntament de Palma.